# Gonomyia fuscoscutellata
Gonomyia fuscoscutellata är en tvåvingeart som beskrevs av Alexander 1933. Gonomyia fuscoscutellata ingår i släktet Gonomyia och familjen småharkrankar. Inga underarter finns listade i Catalogue of Life.